# Gnathia cooki
Gnathia cooki är en kräftdjursart som beskrevs av Mueller 1989. Gnathia cooki ingår i släktet Gnathia och familjen Gnathiidae. Inga underarter finns listade i Catalogue of Life.